# Per Olof Almquist
Per Olof Almquist, född 14 maj 1911 i Skara, Skaraborgs län, död 27 mars 1977 i Karlshamn, Blekinge län, var en svensk kirurg.
Efter studentexamen i Jönköping 1932 blev Almquist medicine kandidat 1936 och medicine licentiat vid Uppsala universitet 1941. Han innehade olika läkarförordnanden 1941–1943, var underläkare vid röntgenavdelningen på Östersunds lasarett 1943–1945, vid kirurgiska avdelningen på Umeå lasarett 1945–1946, tillförordnad underläkare vid barnbördshuset och gynekologiska avdelningen på Borås lasarett 1946, läkare vid Svenska kyrkans sjukhus i Ceza i Zululand 1946–1948, stadsläkare i Sandviken 1948–1951, underläkare vid olika avdelningar på Gävle lasarett 1951–1952, på Akademiska sjukhuset 1952–1954, tillförordnad överläkare på Hörby lasarett 1954–1955, biträdande överläkare vid kirurgiska avdelningen på Karlskrona lasarett 1955–1958, lasaretts-/överläkare vid kirurgiska kliniken på Söderhamns lasarett 1958–1967 och vid kirurgiska kliniken på Karlshamns lasarett från 1967. Han författade skrifter i kirurgi.